# النجرة (الطويلة)

تعديل مصدري - تعديل

النجرة هي إحدى قرى عزلة بني الخياط بمديرية الطويلة التابعة لمحافظة المحويت، بلغ تعداد سكانها 277 نسمة حسب تعداد اليمن لعام 2004.